# AGM-176 그리핀
AGM-176 그리핀(영어: AGM-176 Griffin)은 미국 레이시온이 무인기를 위해 개발한 레이저 유도 공대지 미사일이다. 무게 20kg으로 토우 대전차 미사일과 같은 무게이며, 50 kg인 AGM-114 헬파이어보다 훨씬 작고 가볍다.
MQ-1 프레데터에는 무게 50 kg인 헬파이어를 2발 밖에 장착하지 못해서, 무게 20 kg인 그리핀을 개발했다. 미국은 드론에 주로 무게 50 kg인 헬파이어를 장착해 사용중이지만, 헬파이어 1발 장착 대신 그리핀 3발을 교체해서 장착할 수 있다.

## 시 그리핀
레이시온은 사거리를 연장하여 해군 초계함에 장착할 수 있는 시 그리핀을 개발했다. 스웨덴 사브의 GIRAFFE 레이다를 사용한다.
25mm 기관포의 사거리를 넘어서는 목표물을 공격할 수 있다.
레이시온은 사거리를 15 km까지 연장한 버전을 개발중이다. 무게가 9.1 kg 늘어날 것이다. 듀얼모드 적외선 시커, 세미 액티브 레이저 유도를 사용하며, 데이터링크가 되어 동시에 다중목표를 파이어 앤 포겟 모드로 공격할 수 있다. 시 그리핀은 그리핀-C 라고 이름을 변경했다.

## 발사 플랫폼
- MQ-1 프레데터
- MQ-9 리퍼
- MQ-8 파이어 스카웃
- A-29 슈퍼 투카노
- KC-130J Harvest HAWK
- MC-130W 드래곤 스피어
- 사이클론급 초계함, 배수량 330톤
- AC-130J 고스트라이더
- V-22 오스프리

## 같이 보기
- LAHAT - 이스라엘, 사거리 8 km, 무게 13 kg, 레이저 유도, 2천만원
- LMM - 프랑스 탈레스, 사거리 8 km, 무게 13 kg, 레이저 유도
- APKWS - 히드라 70 개량, 사거리 8 km, 무게 6 kg, 레이저 유도, 1천만원